# Демићи
Демићи су насељено мјесто у општини Кисељак, Босна и Херцеговина.

## Становништво
|        | 2013.       | 1991.       | 1981.       | 1971.       | 1961.       |
| Укупно | 11 (100,0%) | 45 (100,0%) | 39 (100,0%) | 43 (100,0%) | 32 (100,0%) |
| Хрвати | 11 (100,0%) | 45 (100,0%) | 39 (100,0%) | 43 (100,0%) | 32 (100,0%) |